# Čang
Čang (tibetsky: ཆང་། anglicky  též Chhaang, Chang) (Nektar bohů) je populární, sladkokyselý alkoholický nápoj ve východním Himálaji. Konzumuje se v Sikkimu, Tibetu, Nepálu, Bhútánu, severní Indii a Dárdžilingu v západním Bengálsku.

## Výroba
Čang je blízký příbuzný mnohem rozšířenějšího piva. Nápoj se vyrábí z ječmene, prosa nebo rýže. Polofermentovaná semena jsou plněná do bambusového džbánku zvaného domru. Poté se úzkou bambusovou trubičkou zvanou pipsing přidá vařící voda.
Obsah alkoholu je nízký, chuť je podobná pivu typu ale, ruskému kvasu, vzdáleně připomíná burčák.
Čang je nezbytnou součástí mnoha náboženských a kulturních událostí.

## Zajímavosti
Říká se, že čang je nejlepším lékem na běžné nachlazení, alergickou rýmu, horečku a další onemocnění. Nápoj zahřeje a navodí dobré pocity, je ideální pro překonání teplot, které jdou v zimním období hodně hluboko pod bod mrazu.